# Třída Spearhead
Třída Spearhead je třída rychlých transportních lodí (Joint High Speed Vessel – JHSV) námořnictva Spojených států amerických. Provozovatelem těchto pomocných vojenských plavidel je Military Sealift Command. Třída slouží k podpoře operací amerického námořnictva a armády. Může přepravovat vojáky, vozidla či další náklad. Od roku 2015 je třída označována jako Expeditionary Fast Transport (EPF). Do roku 2023 bylo do služby přijato všech třináct plavidel základní verze Flight I. Pokračovaly práce na třech plavidlech druhé série Flight II, které mají rozšířené lékařské zázemí. Na konci roku 2023 loděnice Austal získala zakázku na tři nemocniční lodě Expeditionary Medical Ship, které jsou derivátem třídy Spearhed. Celkem bylo do roku 2024 objednáno devatenáct jednotek této třídy.

## Stavba

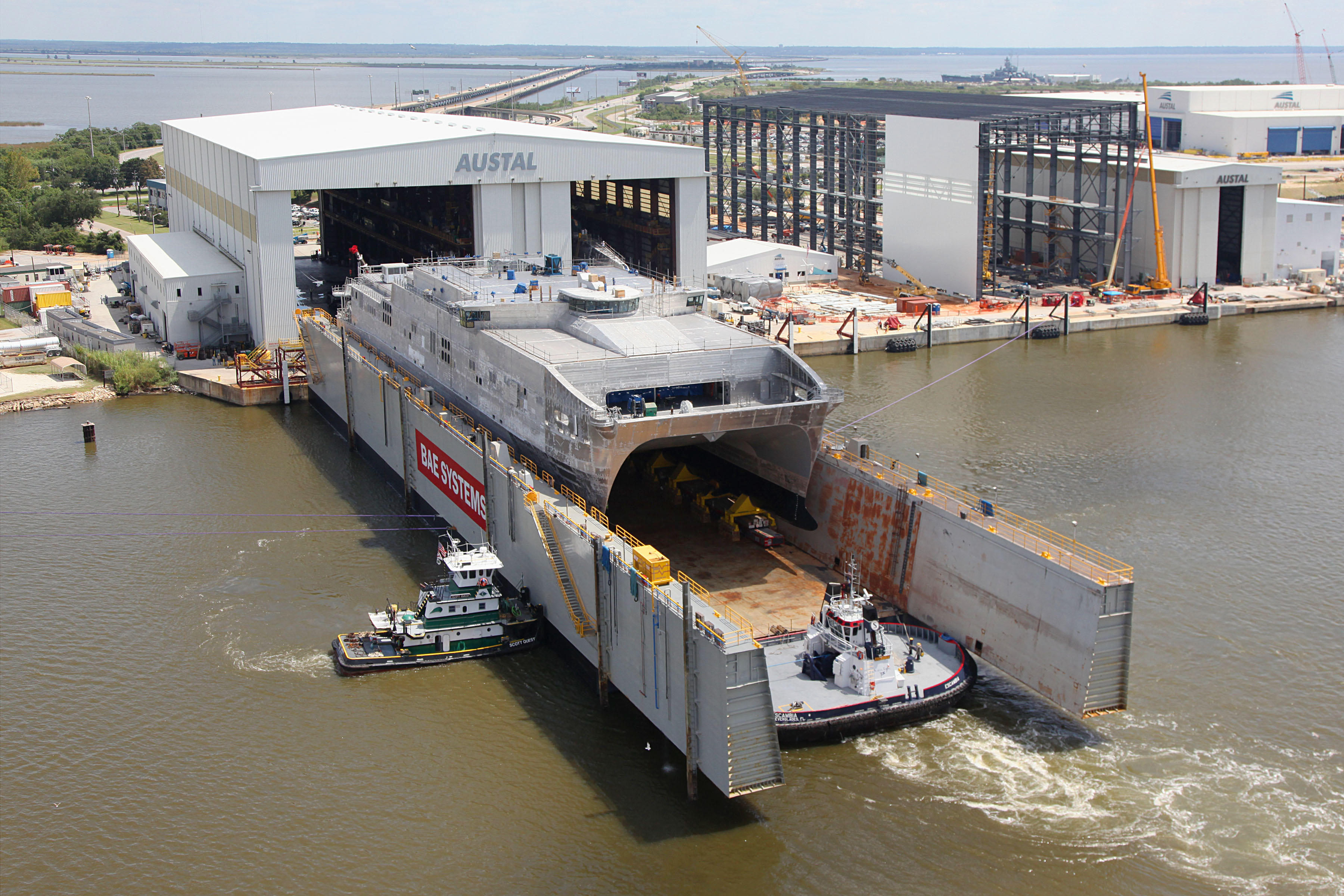
Prototypová jednotka USNS Spearhead (JHSV-1) před spuštěním na vodu

Vývoj této třídy byl zahájen roku 2008 na základě pozitivních zkušeností s experimentálním provozem rychlých transportních katamaranů USS Joint Venture, USAV Spearhead a HSV-2 Swift (například v operacích Trvalá svoboda a Irácká svoboda). Všechny jednotky staví americká loděnice Austal USA v Mobile. Austal porazil druhého výrobce této kategorie plavidel v podobě společnosti Incat.
Původně bylo zamýšleno pořídit až 18 plavidel tohoto typu, avšak v lednu 2012 byl kontrakt snížen na 10 jednotek. Jejich počet však byl postupně opět navyšován. V září 2016 byly přiobjednány jedenáctá a dvanáctá jednotka s termínem dodání do roku 2022. V březnu 2019 byly objednány další dvě jednotky, takže jejich celkový počet se zvýšil na 14. Patnáctá jednotka byla objednána v únoru 2021 a šestnáctá jednotka v květnu 2022. Prvních třináct plavidel (T-EPF-1 až T-EPF-13) patří do první skupiny této třídy (Flight I) a další tři (T-EPF-14 až T-EPF-16) do druhé skupiny (Flight II), která má rozšířené lékařské kapacity.
Na konci roku 2023 společnost Austal získala zakázku na tři expediční nemocniční lodě (Expeditionary Medical Ship, EMS), které jsou derivátem třídy Spearhead. Projekt nemocniční lodě společnost Austal poprvé představila na veletrhu Sea Air Space 2021.
Jednotky třídy Spearhead:
| Jméno                                    | Verze     | Založení kýlu     | Spuštěna           | Dokončení          | Status    |
| ---------------------------------------- | --------- | ----------------- | ------------------ | ------------------ | --------- |
| USNS Spearhead (T-EPF-1, ex JHSV-1)      | Flight I  | 22. červenec 2010 | 12. září 2011      | 5. prosince 2012   | aktivní   |
| USNS Choctaw County (T-EPF-2, ex JHSV-2) | Flight I  | 8. listopadu 2011 | 1. října 2012      | 6. června 2013     | aktivní   |
| USNS Millinocket (T-EPF-3, ex JHSV-3)    | Flight I  | 3. května 2012    | 5. června 2013     | 21. března 2014    | aktivní   |
| USNS Fall River (T-EPF-4, ex JHSV-4)     | Flight I  | 20. května 2013   | 16. ledna 2014     | 15. září 2014      | aktivní   |
| USNS Trenton (T-EPF-5, ex JHSV-5)        | Flight I  | 10. března 2014   | 30. září 2014      | 13. dubna 2015     | aktivní   |
| USNS Brunswick (T-EPF-6)                 | Flight I  | 2. prosince 2014  | 19. května 2015    | 14. ledna 2016     | aktivní   |
| USNS Carson City (T-EPF-7)               | Flight I  | 31. července 2015 | 20. ledna 2016     | 24. června 2016    | aktivní   |
| USNS Yuma (T-EPF-8)                      | Flight I  | 29. března 2016   | 17. září 2016      | 21. dubna 2017     | aktivní   |
| USNS City of Bismarck (T-EPF-9)          | Flight I  | 18. ledna 2017    | 7. června 2017     | 19. prosince 2017  | aktivní   |
| USNS Burlington (T-EPF-10)               | Flight I  | 26. září 2017     | 1. března 2018     | 15. listopadu 2018 | aktivní   |
| USNS Puerto Rico (T-EPF-11)              | Flight I  | 9. srpna 2018     | 13. listopadu 2018 | 10. prosince 2019  | aktivní   |
| USNS Newport (T-EPF-12)                  | Flight I  | 29. ledna 2019    | 20. února 2020     | 2. září 2020       | aktivní   |
| USNS Apalachicola (T-EPF-13)             | Flight I  | 21. ledna 2021    | 7. listopadu 2021  | 16. února 2023     | aktivní   |
| USNS Cody (T-EPF-14)                     | Flight II | 26. ledna 2022    | 20. března 2023    | 11. ledna 2024     | aktivní   |
| USNS Point Loma (T-EPF-15)               | Flight II | 27. června 2023   | 3. září 2024       | 24. června 2025    | aktivní   |
| USNS Lansing (T-EPF-16)                  | Flight II | 6. září 2024      |                    | 2025 (plán)        | ve stavbě |
| USNS Bethesda (T-EMS-1)                  | EMS       |                   |                    |                    | objednána |
| USNS Balboa (T-EMS-2)                    | EMS       |                   |                    |                    | objednána |
| USNS Portsmouth (T-EMS-3)                | EMS       |                   |                    |                    | objednána |

## Konstrukce

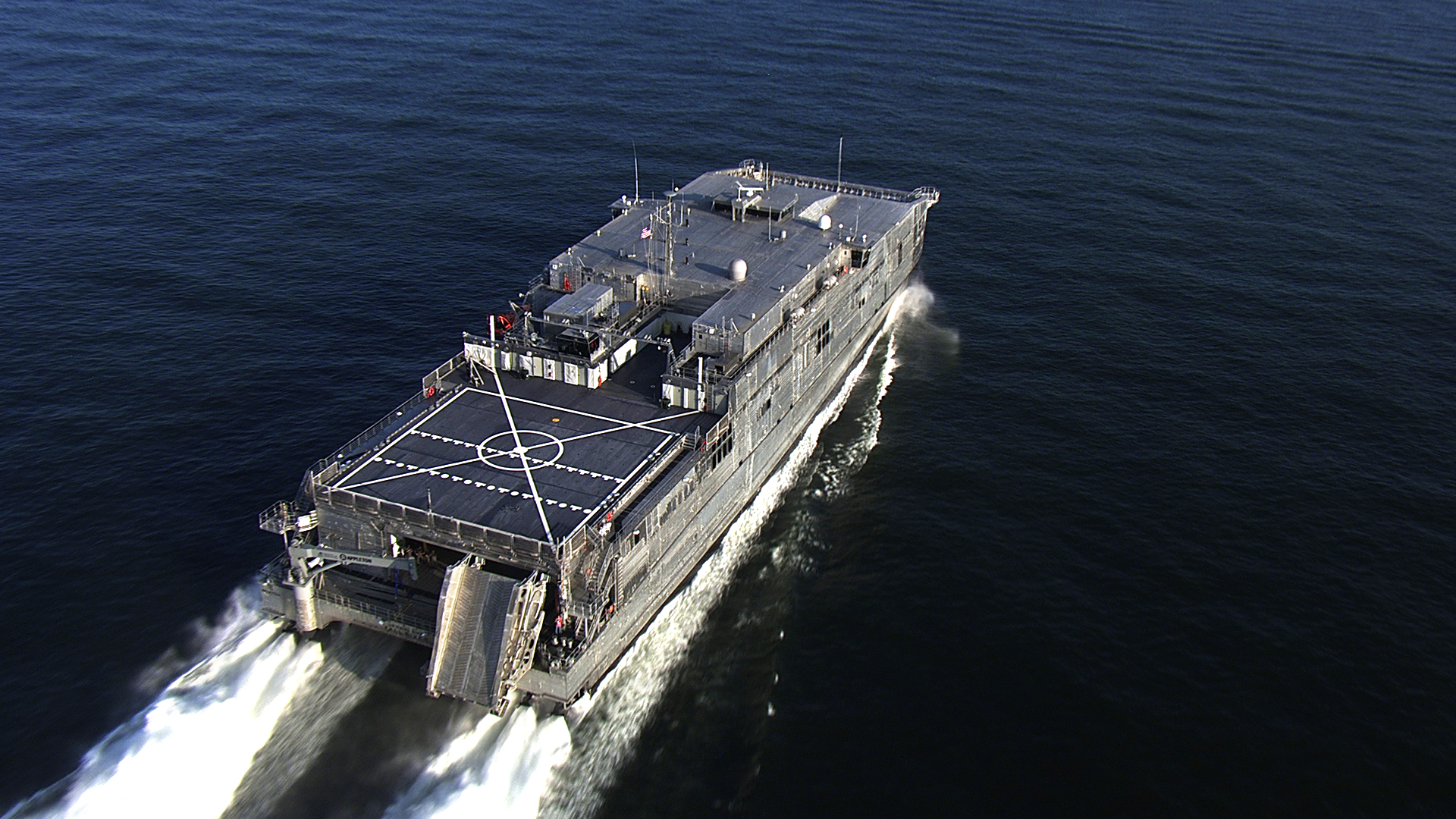
USNS Fall River (T-EPF-4)

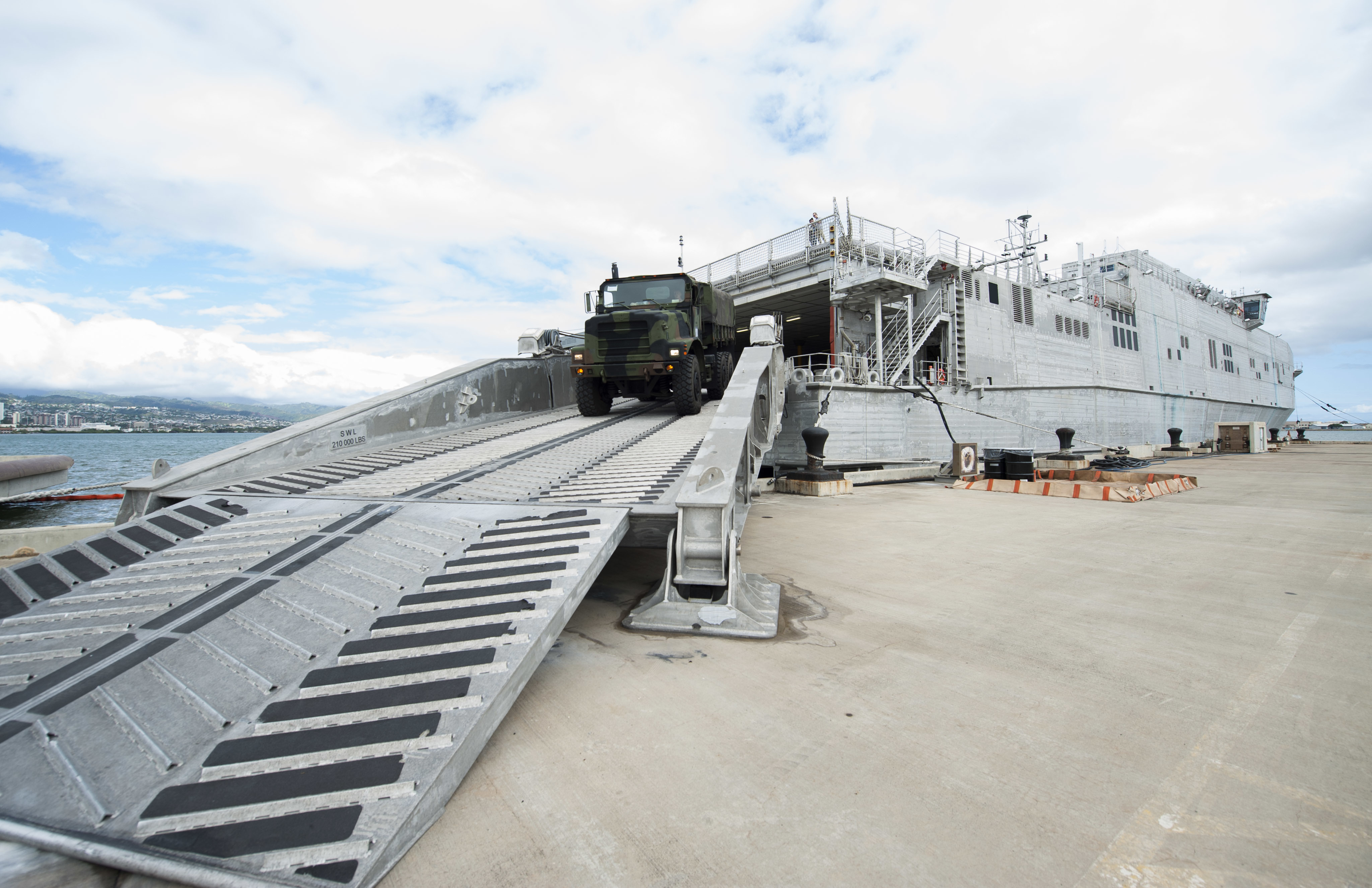
Vozidlo opouští palubu USNS Millinocket (T-EPF-3)

### Flight I
Trup plavidla je vyroben z hliníku. Jedná se o katamaran. Plavidlo využívá civilní technologie a nenese žádnou vlastní výzbroj. Pojme až 635 tun nákladu. Je vybaveno kabinou pro přepravu 312 sedících osob a kajutami pro ubytování 104 pasažérů. Nákladní paluba s objemem 1863 m2 je přístupná po zadní nákladové rampě. Vozidla pak loď opouštějí příďovou rampou. Nosnost rampy umožňuje vjezd vozidla do hmotnosti tanku M1 Abrams. Přistávací paluba na zádi umožňuje operace vrtulníku do velikosti těžkého typu CH-53E Super Stallion. Palubní hangár pojme jeden stroj. Pohonný systém tvoří čtyři diesely MTU 20V 8000 M71L a čtyři vodní trysky Wartsila WLD 1400 SR. Nejvyšší rychlost plavidla bez nákladu dosahuje 43 uzlů. Plně naložená loď může plout rychlostí 35 uzlů.

### Flight II
Plavidla verze Flight II mají rozšířené lékařské kapacity, včetně palubní jednotky intenzivní péče. Kromě vrtulníků z nich mohou operovat i konvertoplány V-22 Osprey.

### Expeditionary Medical Ship (EMS)
Plavidla budou mít prodloužený trup. Budou z nich moci operovat těžké vrtulníky CH-53K King Stallion a konvertoplány V-22 Osprey.